# Jyrki Ponsiluoma
Jyrki Tapani Ponsiluoma (ur. 5 grudnia 1966 w Kurikka) – szwedzki biegacz narciarski pochodzenia fińskiego, zawodnik klubu Åsarna IK.

## Kariera
Po raz pierwszy na arenie międzynarodowej pojawił się w 1986 roku, startując na mistrzostwach świata juniorów w Lake Placid. Zajął tam piąte miejsce w sztafecie, a w biegach na 10 km techniką klasyczną oraz 30 km stylem dowolnym był siedemnasty.
W Pucharze Świata zadebiutował 10 grudnia 1988 roku w Ramsau, zajmując 12. miejsce w biegu na 15 km stylem dowolnym. Tym samym już w swoim debiucie zdobył pierwsze pucharowe punkty. Nigdy nie stanął na podium zawodów tego cyklu, najlepszy wynik indywidualny osiągnął 7 stycznia 1989 roku w Kawgołowie, gdzie rywalizację w biegu na 15 km techniką klasyczną ukończył na piątej pozycji. W klasyfikacji generalnej sezonu 1988/1989 zajął 27. miejsce.
W 1992 wystartował na igrzyskach olimpijskich w Albertville, gdzie w biegu na 30 km stylem klasycznym był ósmy. Był to jego jedyny start olimpijski. Nigdy nie wziął udziału w mistrzostwach świata.
Jego syn Martin Ponsiluoma reprezentuje Szwecję w biathlonie.

## Osiągnięcia

### Igrzyska olimpijskie
| Miejsce | Dzień     | Rok  | Miejscowość | Konkurencja             | Czas biegu | Strata  | Zwycięzca     |
| ------- | --------- | ---- | ----------- | ----------------------- | ---------- | ------- | ------------- |
| 8.      | 10 lutego | 1992 | Albertville | 30 km stylem klasycznym | 1:22:27,8  | +2:56,6 | Vegard Ulvang |

### Mistrzostwa świata juniorów
| Miejsce | Dzień     | Rok  | Miejscowość | Konkurencja             | Wynik     | Strata  | Zwycięzca         |
| ------- | --------- | ---- | ----------- | ----------------------- | --------- | ------- | ----------------- |
| 17.     | 13 lutego | 1986 | Lake Placid | 10 km stylem klasycznym | 26:58,3   | +1:36,4 | Giennadij Łazutin |
| 5.      | 15 lutego | 1986 | Lake Placid | Sztafeta 3 × 10 km      | 1:23:19,4 | +3:06,3 | ZSRR              |
| 17.     | 17 lutego | 1986 | Lake Placid | 30 km stylem dowolnym   | 1:18:12,8 | +5:57,7 | Giennadij Łazutin |

### Puchar Świata

#### Miejsca w klasyfikacji generalnej
- sezon 1988/1989: 27.
- sezon 1991/1992: 36.

#### Miejsca na podium
Ponsiluoma nigdy nie stał na podium indywidualnych zawodów PŚ.